# 和政羊屬
和政羊（學名：Hezhengia）是已滅絕的牛科動物，生存於中新世。化石發現自甘肅省和政縣，是麝牛族的早期物種。